# EA Canada
EA Canada (auch EA Vancouver) ist ein Entwicklerstudio mit Sitz in Burnaby in der kanadischen Provinz British Columbia. Das Studio wurde im Januar 1983 eröffnet und ist das größte und älteste Studio von Electronic Arts. Alleine bei EA Canada arbeiten über 2.000 Menschen und hier befindet sich das weltweit größte Testcenter für Videospiele.

## Unternehmenssitz
Im Gebäude des Studios befindet sich ein Motion-Capture-Studio, 22 Räume für die Entwicklung, 14 Räume für die Videobearbeitung, 3 Produktionsstudios, ein Gebäudeflügel für die Erstellung von Hintergrundmusik und Soundeffekten und eine Abteilung für die Qualitätssicherung. Außerdem gibt es Fitnessräume, Kinos, eine Cafeteria mit den Namen EAt, ein Café und einen Raum, um Videospiele zu spielen. Das Gebäude befindet sich in der Nähe des Discovery Parks. Weitere Niederlassungen in Kanada sind die EA Black Box in Vancouver, in Montreal sowie in Edmonton.

## Geschichte
EA Canada ist ein großes Entwicklerstudio des amerikanischen Videospielkonzerns Electronic Arts (kurz EA), der mehrere, auch nicht in Amerika ansässige Entwicklerstudios auf der ganzen Welt besitzt. EA, dessen Zentrale sich in Redwood City in Kalifornien befindet, kaufte EA Canada im Jahr 1991 für 11 Millionen Dollar, das zum damaligen Zeitpunkt noch Distinctive Software hieß und dessen Unternehmenssitz sich in Vancouver befand. Zum Zeitpunkt als EA Distinctive Software kaufte, waren diese für einige Renn- und Sportcomputerspiele bekannt, die unter der Marke Accolade veröffentlicht wurden. Seit der Übernahme und der Umbenennung zu EA Canada entwickelt das Studio überwiegend für die drei EA-Marken EA Games, EA Sports und EA Sports BIG.
EA Black Box wurde durch den Kauf von Black Box Games als Teil von EA Canada gegründet. Im März 2003 entschied das Studio, die vier obersten Stockwerke eines Bürohochhauses in der Innenstadt von Vancouver zur Erweiterung zu mieten, da der bisherige Platz für die damals in Entwicklung befindlichen Projekte nicht ausreichte. Im Jahr 2005 wurde es ein unabhängiges EA-Entwicklerstudio. Seit seiner Gründung bis ins Jahr 2008 war EA Black Box der alleinige Entwickler der Rennspielreihe Need for Speed.
Am 19. Dezember 2008 gab Electronic Arts im Rahmen eines Sparkonzepts bekannt, dass das Studio von EA Black Box in Vancouver geschlossen und zu den Studios in Burnaby verlegt werde. Der Umzug von Black Box sollte bis Juni 2009 abgeschlossen sein.

## Spiele
Folgende Spiele wurden von EA Canada und EA Black Box entwickelt. Einträge mit einem * kennzeichnen ein Spiel, das sich gerade bei einem der beiden Studios in Entwicklung befindet.

### EA Games
Folgende Spiele wurden unter der Marke EA Games/EA veröffentlicht (EA hat die Marke EA Games inzwischen aufgegeben und nutzt nur noch EA):
| Titel                                  | Veröffentlichung | Plattformen |
| -------------------------------------- | ---------------- | --- |
| Need for Speed: High Stakes            | 4. Mai 1999      | Windows, PlayStation, PlayStation Portable (mit Emulator)                                                                                         |
| Need for Speed: Hot Pursuit 2          | 30. Okt. 2002    | Windows, PlayStation 2, Xbox, GameCube |
| Need for Speed: Underground            | 17. Nov. 2003    | Windows, PlayStation 2, Xbox, GameCube, Game Boy Advance                                                                                          |
| James Bond 007: Alles oder Nichts      | 11. Feb. 2004    | PlayStation 2, Xbox, GameCube, Game Boy Advance                                                                                                   |
| Def Jam: Fight for NY                  | 20. Sep. 2004    | PlayStation 2, Xbox, GameCube |
| Need for Speed: Underground 2          | 9. Nov. 2004     | Windows, PlayStation 2, Xbox, GameCube, Game Boy Advance, Nintendo DS, Handy                                                                      |
| Need for Speed: Underground: Rivals    | 18. März 2005    | PlayStation Portable |
| Marvel Nemesis: Rise of the Imperfects | 20. Sep. 2005    | PlayStation 2, Xbox, GameCube, PlayStation Portable, Nintendo DS                                                                                  |
| Need for Speed: Most Wanted            | 11. Nov. 2005    | Windows, Xbox 360, PlayStation 2, Xbox, GameCube, PlayStation Portable, Nintendo DS, Game Boy Advance, Handy                                      |
| Need for Speed: Most Wanted 5-1-0      | 11. Nov. 2005    | PlayStation Portable |
| Need for Speed: Carbon                 | 31. Okt. 2006    | Windows, Mac OS X, PlayStation 3, Xbox 360, Wii, PlayStation 2, Xbox, GameCube, Zeebo, Game Boy Advance, Nintendo DS, PlayStation Portable, Handy |
| Need for Speed: Carbon: Own the City   | 31. Okt. 2006    | PlayStation Portable, Nintendo DS, Game Boy Advance                                                                                               |
| EA Replay                              | 14. Nov. 2006    | PlayStation Portable |
| Skate                                  | 14. Sep. 2007    | PlayStation 3, Xbox 360, Handy |
| EA Playground                          | 23. Okt. 2007    | Wii, Nintendo DS |
| Medal of Honor: Heroes 2               | 13. Nov. 2007    | Wii, PlayStation Portable |
| Need for Speed: ProStreet              | 14. Nov. 2007    | Windows, PlayStation 3, Xbox 360, Wii, PlayStation 2, PlayStation Portable, Nintendo DS, Handy                                                    |
| Need for Speed: Undercover             | 18. Nov. 2008    | Windows, PlayStation 3, Xbox 360, Wii, PlayStation 2, PlayStation Portable, Nintendo DS, N-Gage 2.0, iPhone OS, iPod Touch                        |
| Skate It                               | 19. Nov. 2008    | Wii, Nintendo DS |
| Skate 2                                | 21. Jan. 2009    | PlayStation 3, Xbox 360 |
| Die Sims 3                             | 2. Juni 2009     | Mac OS X, Windows |
| MySims Racing                          | 8. Juni 2009     | Nintendo Wii, Nintendo DS |
| Die Sims 3: Reiseabenteuer             | 18. Nov. 2009    | Mac OS X, Windows |
| Die Sims 3: Luxus-Accessoires          | 2. Feb. 2010     | Mac OS X, Windows |
| Die Sims 3: Traumkarrieren             | 1. Juni 2010     | Mac OS X, Windows |
| Die Sims 3: Late Night                 | 20. Okt. 2010    | Mac OS X, Windows |
| Need for Speed: The Run                | 5. Nov. 2011     | Windows, PS3, Xbox 360, Wii, Nintendo 3DS |

### EA Sports
Folgende Spiele wurden unter der Marke EA Sports veröffentlicht:
- 3 on 3 NHL Arcade
- FIFA 06
- FIFA 06: Road to FIFA World Cup
- FIFA Manager 06
- FIFA 07
- FIFA 08
- FIFA 09
- FIFA 10
- FIFA 11
- FIFA 12
- FIFA 13
- FIFA 14
- FIFA 15
- FIFA 16
- FIFA 17
- FIFA 18
- FIFA 19
- FIFA 20
- FIFA 21
- FIFA 22
- Fight Night: Round 4
- Facebreaker
- Grand Slam Tennis
- Celebrity Sports Showdown
- Cricket 07
- Cricket 09
- Knockout Kings
- Madden NFL 2007 (Wii)
- MVP 06 NCAA Baseball
- NBA Live 2003
- NBA Live 2004
- NBA Live 2005
- NBA Live 06
- NBA Live 07
- NBA Live 08
- NBA Live 09
- NBA Live 10

- NCAA March Madness 2002
- NCAA March Madness 2005
- NCAA March Madness 06
- NCAA March Madness 07
- NCAA March Madness 08

- NHL 06
- NHL 07
- NHL 08
- NHL 09
- NHL 10
- NHL 11
- NHL 12
- NHL 13
- NHL 14
- NHL 15
- NHL 16
- NHL 17
- NHL 18
- Rugby 06
- Rugby 08
- Total Club Manager 2005
- UEFA Euro 2004
- UEFA Euro 2008
- UEFA Euro 2012
- EA Sports UFC
- EA Sports UFC 2
- EA Sports UFC 3

### EA Sports BIG
Folgende Spiele wurden unter der Marke EA Sports BIG veröffentlicht:
- Def Jam Vendetta
- FIFA Street
- FIFA Street 2
- FIFA Street 3
- NBA Street
- NBA Street Vol. 2
- NBA Street V3
- NBA Street Showdown
- NBA Street Homecourt
- NFL Street
- NFL Street 3
- NFL Tour
- SSX
- SSX Tricky
- SSX 3
- SSX On Tour
- SSX Blur
- SSX: Deadly Descents